# Ікрово
Ікрово (рос. Икрово) — присілок в Островському районі Псковської області Російської Федерації.
Населення становить 7 осіб. Входить до складу муніципального утворення Бережанская волость.

## Історія
Від 2015 року входить до складу муніципального утворення Бережанская волость.

## Населення
| 2001 | 2002 | 2010 |
| ---- | ---- | ---- |
| 22   | ↘9   | ↘7   |